# Karl Ritter von Halt

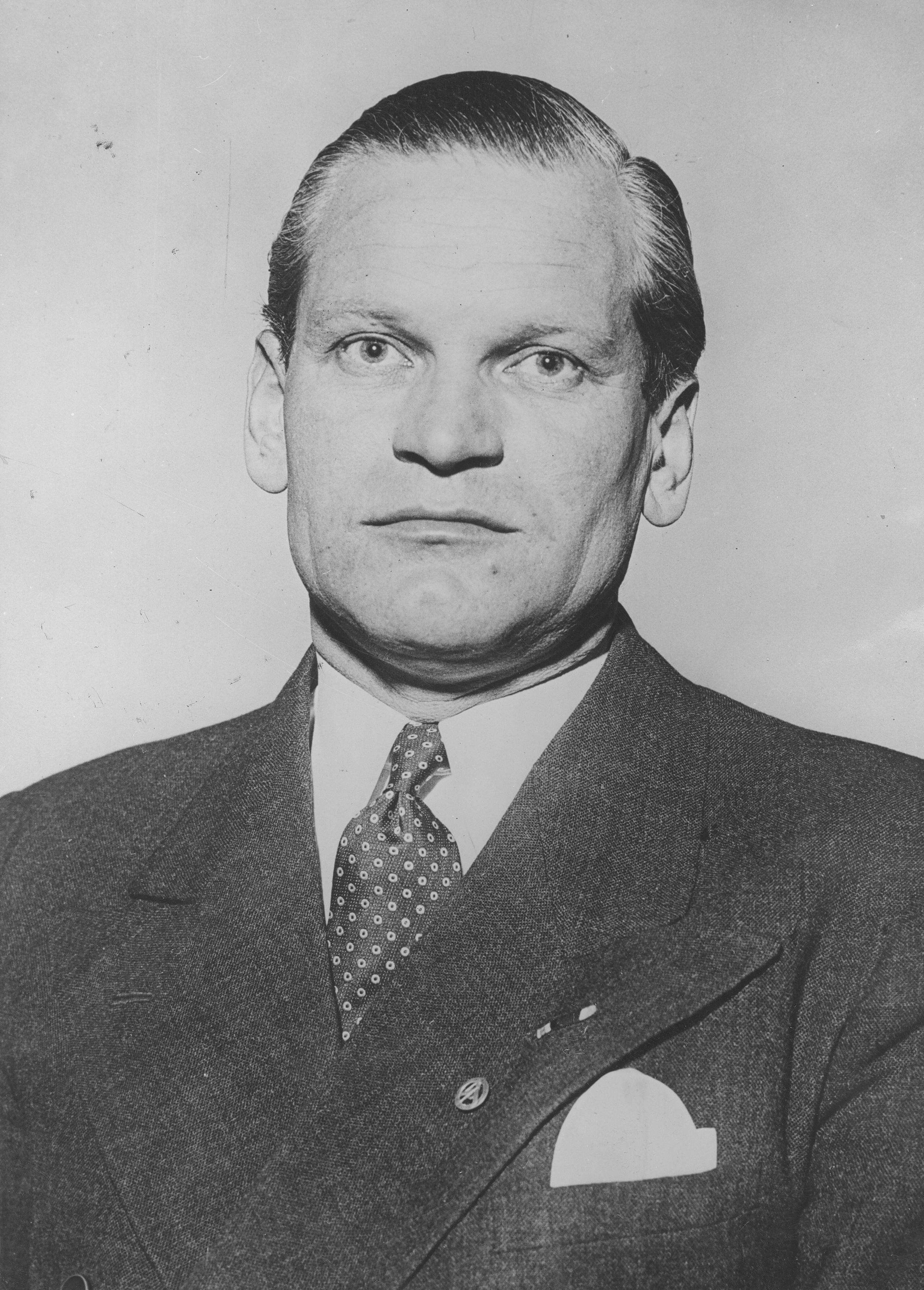
Karl Ritter von Halt

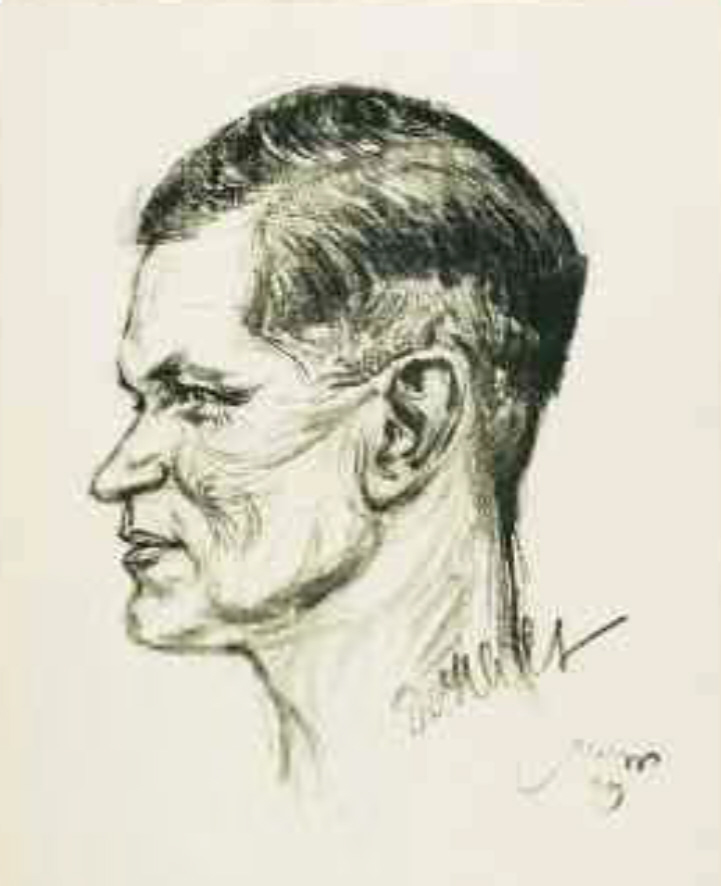
Karl Ritter von Halt (porträtiert von Emil Stumpp, 1929)

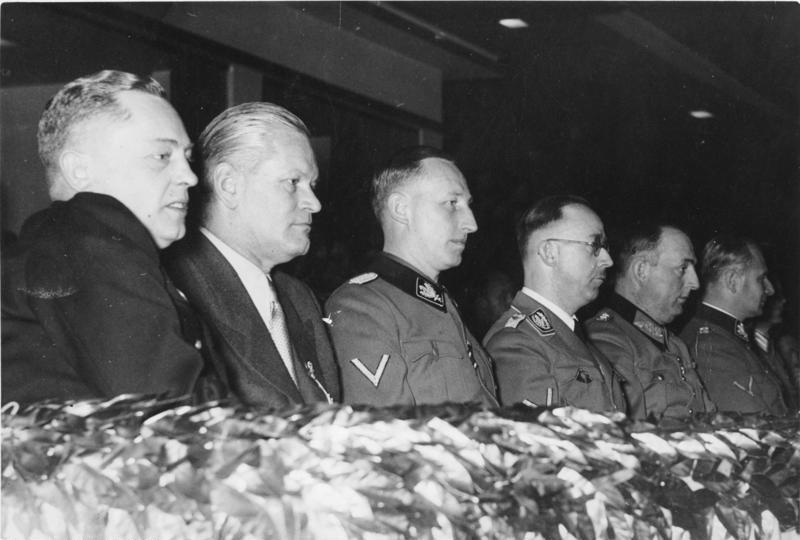
Halt (2. v. l. neben Reinhard Heydrich, Heinrich Himmler und Kurt Daluege) als Ehrengast auf einer Großveranstaltung im Berliner Sportpalast zugunsten des WHW am 16. Februar 1941

Karl Ferdinand Halt, ab 1917 Ritter von Halt (* 2. Juni 1891 in München; † 5. August 1964 ebenda), war ein deutscher Zehnkämpfer, sowie nach seiner aktiven Zeit Sportfunktionär im NS-Staat und in der Bundesrepublik.

## Leben und Werk
Halt war der Sohn des aus Württemberg stammenden Münchener Schlossermeisters Karl Halt und dessen Ehefrau Katharina, geborene Gaab. Nachdem er die Luitpold-Oberrealschule München absolviert hatte, fand er 1908 eine Anstellung bei der Depositenkasse der Deutschen Bank. Nebenbei studierte er an der Universität München und promovierte zum Doktor der Staatswissenschaften (Dr. rer. pol.).
Als mehrfacher deutscher Zehnkampfmeister nahm er wie Avery Brundage an den V. Olympischen Spielen 1912 in Stockholm im Fünfkampf (nach drei Wettbewerben ausgeschieden) und im Zehnkampf (Platz 8) teil. Er war der Fahnenträger der deutschen Mannschaft bei der Eröffnungsfeier in der schwedischen Hauptstadt.
Bei den Baltischen Spielen in Malmö im Juli 1914 gewann er die Zehnkampfkonkurrenz.
Bei Ausbruch des Ersten Weltkriegs meldete er sich am 3. August 1914 als Freiwilliger in das Infanterie-Leib-Regiment der Bayerischen Armee. In der Zwölften Isonzoschlacht nahm er mit der von ihm geführten Kompanie am 27. Oktober 1917 den Monte Madlessena ein. Dafür erhielt er später das Ritterkreuz des Militär-Max-Joseph-Ordens. Mit der Verleihung war die Erhebung in den persönlichen Adelstand verbunden; er durfte sich nach der Eintragung in die Adelsmatrikel Ritter von Halt nennen. Als Leutnant der Reserve und Führer der 3. Kompanie wurde Halt in der Schlacht von Épehy zum insgesamt fünften Mal während des Krieges verwundet und geriet dabei in englische Kriegsgefangenschaft. Nach Kriegsende wurde er aus dieser am 18. November 1918 entlassen und schied kurz darauf nach seiner Rückkehr nach München aus dem Militärdienst.
Ab 1923 war Halt beim Bankhaus H. Aufhäuser in München beschäftigt und wurde dort im selben Jahr Generalbevollmächtigter. 1936 wurde er Direktor bei der Deutschen Bank und war ab 1938 das für den Personalbereich verantwortliche Vorstandsmitglied. Zusätzlich hatte er das Amt des „Betriebsführers“ inne.
1929 wurde er in das Internationale Olympische Komitee (IOC) gewählt, 1931 wurde er Vorsitzender des Sportbundes für Leichtathletik und als Nachfolger von Franz Lang kommissarischer Präsident der International Amateur Handball Federation (ab 1934 gewählter Präsident). Da das IOC bei seiner Sitzung während der Olympischen Sommerspiele 1932 in Los Angeles besorgt über die Verhältnisse in Deutschland war und einen Sieg der NSDAP bei den kommenden Reichstagswahlen befürchtete, sollte Halt, der im IOC die besten Verbindungen zu Adolf Hitler hatte, sich mit diesem treffen und ihn im Hinblick auf die Einhaltung olympischer Regularien befragen. Da Halt mit einer Reihe von „Alten Kämpfern“ befreundet war, bekam er eine Audienz bei Hitler, der ihm die Anwendung der internationalen Regeln für ausländische Olympiateilnehmer zusagte. Hiermit gab sich das IOC zufrieden.
Halt trat zum 1. Mai 1933 in die NSDAP (Mitgliedsnummer 3.204.950) und im selben Jahr in die SA ein, in der er es bis Januar 1942 zum Oberführer brachte. Er gehörte zum Freundeskreis Reichsführer SS. Als Vorstandsmitglied der Deutschen Bank leistete er wiederholt erhebliche Spendenzahlungen an die SS.  Mit dem Freundeskreis Himmler besichtigte Halt 1937 das KZ Dachau, während die KZ-Häftlinge ihrer Arbeit nachgingen, und 1939 das KZ Oranienburg. 1937 wollte v. Halt in die SS übertreten, was jedoch am Widerstand von Stabschef Lutze scheiterte. Als Vertreter des Deutschen Leichtathletikverbandes gehörte er ab 1933 dem Reichsführerring des deutschen Sports an.
Halt hatte 1936 bei den Olympischen Spielen in Berlin maßgeblichen Anteil an der Ausladung der damals überragenden Hochsprung-Leichtathletin Gretel Bergmann. Da die USA mit Boykott drohten, falls jüdische Athleten ausgeschlossen würden, holten die Deutschen sie mit einer List aus England – für welches sie an den Spielen teilnehmen wollte – zurück und luden sie am Tag der Ankunft der Amerikaner in Deutschland (einen Tag vor Beginn der Spiele) schriftlich wieder aus. Das Dokument dazu wurde von Halt verfasst. Die Titel-Favoritin wurde so im Vorfeld um ihren möglichen olympischen Ruhm gebracht.
Er blieb durch sein Bekenntnis zur NSDAP an der Spitze der deutschen Leichtathletik, jetzt in der Funktion als Leiter des Fachamtes für Leichtathletik. 1936 wurde er Präsident des Organisationskomitees für die IV. Olympischen Winterspiele in Garmisch-Partenkirchen.
Schon im Mai 1935 sah er „mit wachsender Sorge“, wie er in Briefform an Oberregierungsrat Hans Ritter von Lex und das Reichsministerium des Innern im Vorfeld der Verschleierungen berichtet, „in Garmisch-Partenkirchen und Umgebung eine planmäßig einsetzende antisemitische Propaganda“ und „vor allem auf der Landstraße von München nach Garmisch-Partenkirchen“. Abschließend schrieb er: „Lieber Lex, […] Du weißt auch ganz genau, dass ich diese meine Sorgen Dir nicht deshalb mitteile, um den Juden zu helfen, es handelt sich ausschließlich um die olympische Idee.“
Bei den Sommerspielen in Berlin verantwortete er die Organisation der leichtathletischen Wettkämpfe. Nach den Spielen wurde er von Reichssportführer Hans von Tschammer und Osten mit der Leitung des Fachamtes für Bob- und Rodelsport betreut und in den Vorstand des Internationalen Bobsportverbandes gewählt. Von 1937 bis 1945 war er zudem Mitglied des Exekutivkomitees des Internationalen Olympischen Komitees; ab 1944 bekleidete er kommissarisch im Nationalsozialistischen Reichsbund für Leibesübungen das Amt des Reichssportführers.
Mitte April 1945 wurde er zum Volkssturm eingezogen und nahm dort eine Führerposition ein. Am 7. Mai 1945 wurde er von sowjetischen Streitkräften gefangen genommen und als 'leitende Persönlichkeit der Wirtschaft' registriert. Bis Anfang 1950 wurde er ohne ein gerichtliches Verfahren im Speziallager Nr. 2 in Buchenwald des NKWD (sowjetischer Staatssicherheitsdienst), dem ehemaligen KZ Buchenwald, gefangengehalten. Aus der Gefangenschaft wurde er entlassen, nachdem sich vor allem die IOC-Größen Avery Brundage und IOC-Präsident Sigfrid Edström für ihren alten Freund Ritter von Halt eingesetzt hatten. So war eine grundlegende Bedingung an die Sowjetunion für Aufnahmeverhandlungen mit dem IOC, dass Ritter von Halt aus Buchenwald entlassen würde: „Ohne Freilassung von Halts keine IOC-Mitgliedschaft.“
Im Januar 1950 kam er frei, kehrte nach München zurück und arbeitete bei der Bayerischen Creditbank. Er wurde 1952 Aufsichtsratsmitglied einer anderen Deutsche-Bank-Nachfolgerin, der Süddeutschen Bank in München. Trotz andauernder medialer Kritik zwischen 1951 und 1960 aufgrund seiner Stellung im Nationalsozialismus wurde er Präsident des westdeutschen Olympischen Komitees. Die Gespräche zur Bildung einer gesamtdeutschen Mannschaft für die Olympischen Spiele 1952 mit dem ostdeutschen NOK unter der Führung Kurt Edels führte er so, „dass sie ergebnislos verlaufen mussten“. Von 1961 bis 1964 war er Ehrenpräsident des NOK für Deutschland. Ferner war er Ehrenpräsident des Internationalen Handballverbandes und des deutschen Leichtathletik-Verbandes.
1959 setzte sich Halt im Namen des von Avery Brundage geführten IOC beim damaligen Bundeskanzler Adenauer erfolgreich für die weitere Beibehaltung der Gesamtdeutschen Mannschaft bei den Olympischen Spielen ein. 
Anlässlich der Bundesjugendspiele erhielt am 18. Juli 1958 ein Sportplatz in Garmisch-Partenkirchen den Namen „Ritter-von-Halt-Stadion“. Am 18. Juli 2006 wurde es wieder in „Stadion am Gröben“ umbenannt.
Karl Ritter von Halt starb im Alter von 73 Jahren in München an Kreislaufschwäche. Sein Grab befindet sich auf dem Friedhof Partenkirchen in Garmisch-Partenkirchen.

## Ehrungen
- Großes Bundesverdienstkreuz mit Stern (1956)[13][14]
- Ritter-von-Halt-Straße in Ostheim vor der Rhön.[15]